# فريدريك كاشينج كروس جونيور
فريدريك كاشينج كروس جونيور (بالإنجليزية: Frederick Cushing Cross, Jr.)‏ هو ضابط أمريكي، ولد في 8 يوليو 1917 في لانينبورغ في الولايات المتحدة، وتوفي في 7 أغسطس 1943 في كارولاينا الشمالية في الولايات المتحدة.